# Nakshatra

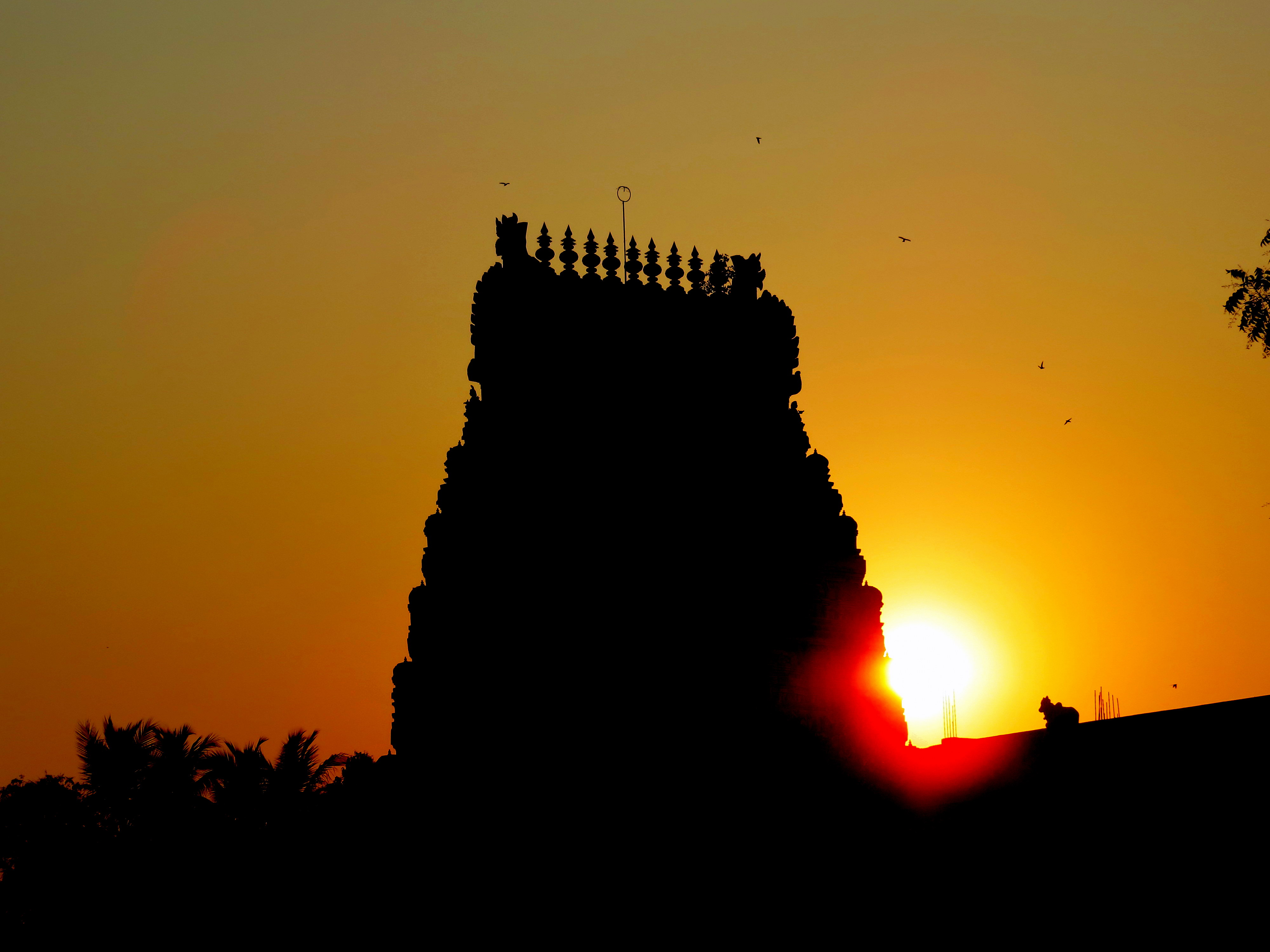
Templo de Sri Naganathaswamy (Thirunageswaram; Distrito de Thanjavur, la India). A los devotos nacidos en Rohini Nakshatra (constelación estelar según la astrología hindú védica) se les recomienda visitar este templo al menos una vez todos los años. Deben permanecer dentro del templo durante por lo menos dos horas y media.

Nakshatra (del sánscrito: नक्षत्र, según el alfabeto internacional de transliteración sánscrita: Nakṣatra) es el término utilizado para denominar las casas lunares en el Yiotisha. Un nakshatra es uno de los 28 (a veces también 27) sectores en la eclíptica. Sus nombres están relacionados con el asterismo más destacado de cada respectivo sector.

## Características
El punto de partida del ciclo de los nakshatras según los Vedas es el punto astronómico denominado "Krittika" (se ha argumentado que posiblemente porque las Pléyades pueden haber comenzado el año en el momento en que se compilaron los Vedas, presumiblemente en el equinoccio de primavera), pero, en compilaciones más recientes, el comienzo de la lista de nakshatras es el punto en la eclíptica directamente opuesto a la estrella Espiga llamado Chitrā en sánscrito, que sería Ashvinī, un asterismo que es parte de la constelación moderna de Aries. Estas compilaciones, por lo tanto, pudieron haber sido elaboradas durante los siglos en los que el Sol atravesaba el área de la constelación de Aries en el momento del equinoccio de primavera. Esta versión ha sido llamada Meshādi o de la estrella de Aries, aunque existen otras definiciones ligeramente diferentes. Sin embargo, ambos puntos de partida para una lista de nakshatras han quedado desactualizados, ya que el Sol ahora pasa a través de Piscis en el momento del equinoccio de primavera, por lo que una lista actual debería comenzar con Pūrva Bhādrapadā o Uttara Bhādrapadā o Revatī en el equinoccio de primavera. Pero algunos calendarios hindúes se basan en las versiones anteriores (es decir, el calendario shaka).
La eclíptica se divide en cada uno de los "nakshatras" hacia el este a partir de este punto.
El número de nakshatras refleja el número de días en un mes lunar sideral (valor moderno: 27,32 días), el ancho de un nakshatra atravesado por la Luna en aproximadamente un ciclo. Cada nakshatra se subdivide en cuatro cuartos (o pada). Estos juegan un papel importante en la astrología hindú popular, donde cada pada se asocia con una sílaba, elegida convencionalmente como la primera sílaba del nombre de un niño nacido cuando el Ascendente/Lagna estaba en el correspondiente pada.

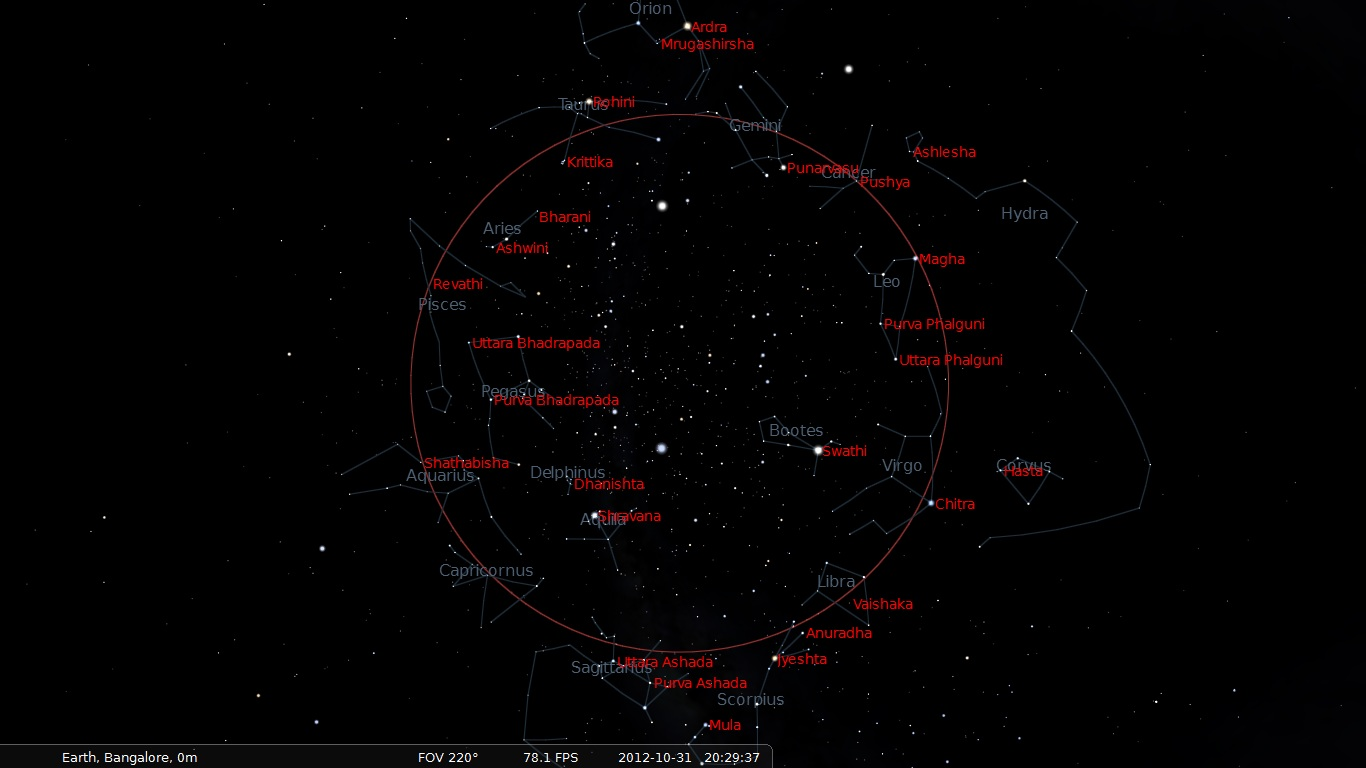
Posición del Nakshatra Mandala Hindú según las coordenadas especificadas en el Suria-siddhanta.

Los nakshatras de la astronomía tradicional bhartiya (india) se basan en una lista de 28 asterismos descritos en el Atharvaveda (AVŚ 19.7) y también en el Shatápatha-bráhmana (II.1.2). El primer texto de la astronomía india que los incluye es el Vedanga Jyotisha.
En las escrituras hindúes clásicas (Majabhárata, Jari-vamsa), la creación de los nakshatras se atribuye a Daksha. Se personifican como hijas de Daksha y como esposas de Chandra, conocido como el Dios de la Luna (que a regañadientes se casó con los otros 26 nakshatra a petición de Daksha aunque solo estaba interesado en casarse con Rohini), o alternativamente las hijas de Kashiapa, el hermano de Daksha.
Cada uno de los nakshatras es gobernado como 'señor' por uno de los nueve graha en la siguiente secuencia: Ketu (Nodo Lunar Sur), Sukra (Venus), Suria (Sol), Chandra (Luna), Mangala (Marte), Raju (Nodo Lunar Norte), Brihaspati (Júpiter), Shani (Saturno) y Budha (Mercurio). Este ciclo se repite tres veces para cubrir los 27 nakshatras. El señor de cada nakshatra determina el período planetario conocido como dasha, que se considera de gran importancia para predecir el camino de la vida del individuo en la astrología hindú.
En sánscrito védico, el término nákṣatra puede referirse a cualquier cuerpo celestial, o a "las estrellas" colectivamente. El concepto clásico de una "casa lunar" se encuentra por primera vez en el Atharvaveda, y se convierte en el significado principal del término en sánscrito.

## En el Atharvaveda
En el Atharvaveda (recensión Shaunakiya, himno 19.7) se da una lista de 28 estrellas o asterismos, muchos de ellos corresponden a los nakshatras siguientes:
1. Ashvini
2. Bharani
3. Kṛttikā
4. Rohinī
5. Mrigashīrsha
6. Ārdrā
7. Punarvasu
8. Pushya
9. Asleshā
10. Maghā
11. Purva Phalguni
12. Uttara Phalguni
13. Hasta
14. Chitrā
15. Svāti (Arturo (estrella))
16. Vishākhā
17. Anurādhā
18. Jyeshthā
19. Mūla
20. Purva Ashadha
21. Uttara Ashadha
22. Shravana
23. Dhanishta
24. Satabhishak
25. Purva Phadrapada
26. Uttara Bhadrapada
27. Revati

Curiosamente, el término "nakshatra" tiene un significado diferente, como se demuestra en el Suria-siddhanta, que es un texto antiguo sobre astronomía. En los primeros capítulos, el autor Mayasura o Maya, describe varias unidades de tiempo. Escribe que un "prana" tiene una duración de 4 segundos. Luego continúa con una discusión de varias unidades de tiempo con duraciones progresivamente más largas formadas por unidades de tiempo más cortas, todas compuestas por un número de pranas. Entre esas unidades de tiempo hay algo que denomina "nakshatra". Por ejemplo: 15 pranas forman un minuto; 900 pranas una hora; 21600 pranas un día; 583,200 pranas un nakshatra (mes). De acuerdo con Maya, un nakshatra es una unidad de tiempo con una duración de 27 días.
Este ciclo de 27 días se ha tomado como un grupo particular de estrellas. La relación con las estrellas realmente tiene que ver con la periodicidad con la que la Luna viaja en el tiempo y por el espacio más allá del campo de las estrellas específicas llamadas nakshatras. Por lo tanto, las estrellas son más como números en un reloj a través del cual pasan las manecillas del tiempo (la Luna). Este concepto fue descubierto por la doctora Jessie Mercay en su investigación sobre Surya Siddhanta.

## Lista de Nakshatras
La lista clásica de 27 nakshatras se encuentra por primera vez en el Vedanga Jyotisha, un texto fechado en el 600-700 a. C.. El sistema nakshatra es anterior a la astronomía en la Antigua Grecia que prevaleció hasta el siglo II.
En la astronomía hindú, había una tradición más antigua de 28 nakshatras que fueron usados como marcadores celestiales en los cielos. Cuando estos fueron localizados en divisiones iguales de la eclíptica, se adoptó una división de 27 porciones, ya que se tradujo en una definición más clara de cada porción (es decir, segmento) que subtiende 13° 20'(en oposición a 12° 51 3/7' en el caso de 28 segmentos). En el proceso, el Nakshatra Abhijit se quedó sin una porción.: 179  El Surya Siddhantha especifica de forma concisa las coordenadas de los veintisiete nakshatras.: 211 
La siguiente lista de nakshatras da las regiones del cielo correspondientes, siguiendo a Basham.
| N.º | Nombre | Estrellas Asociadas                   | Descripción | Imagen |
| --- | --- | ------------------------------------- | --- | ------ |
| 1   | Ashwini | β y γ Aries                           | - Pareja astrológica: Ketu (Nodo lunar sur) - Símbolo: Cabeza de caballo - Nombre rigvédico: Ashwins, los gemelos con cabeza de caballo, médicos de los dioses - Zodiaco indio: 0° - 13°20' Mesha - Zodiaco occidental: 26° Aries - 9°20' Tauro                                                     |        |
| 2   | Bharani "El porteador".                                                                                       | 35, 39, y 41 Aries                    | - Pareja astrológica: Sukra (Venus) - Símbolo: Ioni, oŕgano reproductivo femenino - Nombre rigvédico: Iama, dios de la muerte o Dharma - Zodiaco indio: 13° 20' - 26°40' Mesha - Zodiaco occidental: 9° 20' - 22° 40' Tauro                                                                         |        |
| 3   | Krittika Un antiguo nombre de las Pléyades; personificadas como las nodrizas de Kārttikeya, un hijo de Shiva. | Pléyades                              | - Pareja astrológica: Suria (Sol) - Símbolo: Cuchillo o lanza - Nombre rigvédico: Agni, dios del fuego - Zodiaco indio: 26°40' Mesha - 10° Vrishabha - Zodiaco occidental: 22° 40' Tauro - 6° Géminis                                                                                               |        |
| 4   | Rohini "La roja", un nombre de Aldebarán, también conocida como brāhmī.                                       | Aldebarán                             | - Pareja astrológica: Chandra (Luna) - Símbolo: Carro o carro de guerra, templo, baniano - Nombre rigvédico: Prayápati, el Creador - Zodiaco indio: 10° - 23°20' Vrishabha - Zodiaco occidental: 6° - 19°20' Géminis                                                                                |        |
| 5   | Mrigashīra "La cabeza de ciervo", también conocida como āgrahāyaṇī.                                           | λ, φ Orión                            | - Pareja astrológica: Mangala (Marte) - Símbolo: Cabeza de ciervo - Nombre rigvédico: Soma, Chandra, la diosa Luna - Zodiaco indio: 23° 20' Vrishabha - 6° 40' Mithuna - Zodiaco occidental: 19°20' Géminis - 2°40' Cáncer                                                                          |        |
| 6   | Ardra "El húmedo".                                                                                            | Betelgeuse                            | - Pareja astrológica: Raju (Nodo lunar norte) - Símbolo:Lágrima, diamante, una cabeza humana - Nombre rigvédico: Rudra, el dios de la tormenta - Zodiaco indio: 6° 40' - 20° Mithuna - Zodiaco occidental: 2° 40' - 16° Cáncer                                                                      |        |
| 7   | Punarvasu (dual) "Los dos camareros de los dioses", también conocidos como yamakau "los dos carros".          | Cástor y Pólux                        | - Pareja astrológica: Guru (Júpiter) - Símbolo: Arco y carcaj - Nombre rigvédico: Aditi, madre de los dioses - Zodiaco indio: 20° Mithuna - 3°20' Karka - Zodiaco occidental: 16° - 29°20' Cáncer                                                                                                   |        |
| 8   | Pushya/Tishya "La nodriza", también conocida como sidhya o tiṣya.                                             | γ, δ y θ Cancri                       | - Pareja astrológica: Shani (Saturno) - Símbolo: Ubre de vaca, loto, flecha y círculo - Nombre rigvédico: Brihaspati, sacerdote de los indios - Zodiaco indio: 3°20' -16°40' Karka - Zodiaco occidental: 29°20' Cáncer - 12°40' Leo                                                                 |        |
| 9   | Ashleshā "El abrazo".                                                                                         | δ, ε, η, ρ, y σ Hydrae                | - Pareja astrológica: Budha (Mercurio) - Símbolo: Serpent - Nombre rigvédico: Sarpas o Nagas, serpientes divinas - Zodiaco indio: 16°40' - 30° Karka - Zodiaco occidental: 12°40' - 26° Leo |        |
| 10  | Maghā "La abundancia".                                                                                        | Regulus                               | - Pareja astrológica: Ketu (Nodo lunar sur) - Símbolo: Trono real - Nombre rigvédico: Pitrí, 'Los padres', ancestros - Zodiaco indio: 0° - 13°20' Simha - Zodiaco occidental: 26° Leo - 9°20' Virgo                                                                                                 |        |
| 11  | Pūrva Phalgunī "Primer rojizo".                                                                               | δ y θ Leonis                          | - Pareja astrológica: Sukra (Venus) - Símbolo: Cabecero de la cama, hamaca, higuera - Nombre rigvédico: Bhaga, dios de la dicha matrimonial y la prosperidad - Zodiaco indio: 13°20' - 26°40' Simha - Zodiaco occidental: 9°20' - 22°40' Virgo                                                      |        |
| 12  | Uttara Phalgunī "Segundo rojizo".                                                                             | Denébola                              | - Pareja astrológica: Suria (Dios solar) - Símbolo: Cama de cuatro patas, hamaca - Nombre rigvédico: Aryaman, dios del patronazgo y los favores - Zodiaco indio: 26°40' Simha- 10° Kanya - Zodiaco occidental: 22°40' Virgo - 6° Libra                                                              |        |
| 13  | Hasta "La mano".                                                                                              | α, β, γ, δ y ε Corvi                  | - Pareja astrológica: Chandra (Luna) - Símbolo: Mano o puño - Nombre rigvédico: Savitar, el Dios Sol - Zodiaco indio: 10° - 23°20' Kanya - Zodiaco occidental: 6° - 19°20' Libra |        |
| 14  | Chitra "El brilante", un nombre de Spica.                                                                     | Espiga (estrella)                     | - Pareja astrológica: Mangala (Marte) - Símbolo: Bright jewel or pearl - Nombre rigvédico: Tuastri, Vishwakarma - Zodiaco indio: 23°20' Kanya - 6°40' Tula - Zodiaco occidental: 19°20' Libra - 2°40' Escorpio                                                                                      |        |
| 15  | Swāti "Su-Ati" (sánscrito); "muy bueno", nombre de Arcturus.                                                  | Arturo                                | - Pareja astrológica: Raju (Nodo lunar norte) - Símbolo: Brote, coral - Nombre rigvédico: Vaiu, el dios del Viento - Zodiaco indio: 6°40' - 20° Tula - Zodiaco occidental: 2°40' - 16° Escorpio |        |
| 16  | Visakha "Ahorquillado, con ramas"; también conocido como rādhā, "el regalo".                                  | α, β, γ y ι Librae                    | - Pareja astrológica: Guru (Júpiter) - Símbolo: El arco triunfal, torno de alfarero - Nombre rigvédico: Indra, el jefe de los dioses; Agni, dios del Fuego - Zodiaco indio: 20° Tula - 3°20' Vrishchika - Zodiaco occidental: 16° - 29°20' Escorpio                                                 |        |
| 17  | Anuradha "Siguiente, rādhā".                                                                                  | β, δ y π Scorpionis                   | - Pareja astrológica: Shani (Saturno) - Símbolo: Arco triunfal, loto - Nombre rigvédico: Mitra, uno de los Adityas de la amistad y la colaboración - Zodiaco indio: 3°20' - 16°40' Vrishchika - Zodiaco occidental: 29°20' Escorpio - 12°40' Sagitario                                              |        |
| 18  | Jyeshtha "El primogénito, el más excelente".                                                                  | α, σ, y τ Scorpionis                  | - Pareja astrológica: Budha (Mercurio) - Símbolo: amuleto circular, paraguas, zarcillo - Nombre rigvédico: Indra, jefe de los dioses - Zodiaco indio: 16°40' - 30° Vrishchika - Zodiaco occidental: 12°40' - 26° Sagitario                                                                          |        |
| 19  | Mula "La raíz".                                                                                               | ε, ζ, η, θ, ι, κ, λ, μ y ν Scorpionis | - Pareja astrológica: Ketu (Nodo lunar sur) - Símbolo: Haz de raíces atadas juntas, la pica del elefante - Nombre rigvédico: Nirrti, cima de los logros materiales y el comienzo del impulso espiritual - Zodiaco indio: 0° - 13°20' Dhanus - Zodiaco occidental: 26° Sagitario - 9°20' Capricornio |        |
| 20  | Purva Ashadha "Primero de los aṣāḍhā", aṣāḍhā "el invencible", siendo el nombre de una constelación.          | δ y ε Sagittarii                      | - Pareja astrológica: Sukra (Venus) - Símbolo: Pelo de elefante, abanico, cedazo - Nombre rigvédico: Apah, dios del agua - Zodiaco indio: 13°20' - 26°40' Dhanus - Zodiaco occidental: 9°20' - 22°40' Capricornio                                                                                   |        |
| 21  | Uttara Ashadha "Segundo de los aṣāḍhā".                                                                       | ζ y σ Sagittarii                      | - Pareja astrológica: Suria (Dios solar) - Símbolo: Pelo de elefante, cama pequeña - Nombre rigvédico: Visuadevas, dioses universales - Zodiaco indio: 26°40' Dhanus - 10° Makara - Zodiaco occidental: 22°40' Capricornio - 6° Acuario                                                             |        |
| 22  | Abhijit "El victorioso".                                                                                      | α, ε y ζ Lyrae - Vega                 | Pareja astrológica: Brahma - Zodiaco indio: 6°40' Makara - 10°53' Makara |        |
| 23  | Shravana | α, β y γ Aquilae                      | - Pareja astrológica: Chandra (Luna) - Símbolo: Oreja o tres huellas - Nombre rigvédico: Visnú, preservador del universo - Zodiaco indio: 10° - 23°20' Makara - Zodiaco occidental: 6° - 19°20' Acuario                                                                                             |        |
| 24  | Dhanishta "El más famoso", también Shravishthā "el más rápido".                                               | α hasta δ Delphini                    | - Pareja astrológica: Mangala (Marte) - Símbolo: Tambor o flauta - Nombre rigvédico: Ocho vasus, deidades de la abundancia de la tierra - Zodiaco indio: 23°20' Makara - 6°40' Kumbha - Zodiaco occidental: 19°20' Acuario - 2°40' Piscis                                                           |        |
| 25  | Shatabhisha "Reunión de un centenar de médicos".                                                              | Sadachbia                             | - Pareja astrológica: Raju (Nodo lunar norte) - Símbolo: Círculo vacío, mil flores o estrellas - Nombre rigvédico: Váruna, dios de las aguas celestiales - Zodiaco indio: 6°40' - 20° Kumbha - Zodiaco occidental: 2°40' - 16° Piscis                                                               |        |
| 26  | Purva Bhadrapada "El primero de los pies bendecidos".                                                         | α y β Pegasi                          | - Pareja astrológica: Guru (Júpiter) - Símbolo: Espadas o el cabecero de la cama funeraria, hombre con dos caras - Nombre rigvédico: Ajaikapada, un anciano dragón de fuego - Zodiaco indio: 20° Kumbha - 3°20' Meena - Zodiaco occidental: 16° - 29°20' Piscis                                     |        |
| 27  | Uttara Bhadrapada "El segundo de los pies bendecidos".                                                        | γ Pegasi y α Andromedae               | - Pareja astrológica: Shani (Saturno) - Símbolo: Gemelos, patas traseras de la cama funeraria, serpiente en el agua - Nombre rigvédico: Ahir Budhyana, serpiente o dragón de las profundidades - Zodiaco indio: 3°20' - 16°40' Meena - Zodiaco occidental: 29°20' Piscis - 12°40' Aries             |        |
| 28  | Revati "Próspero".                                                                                            | ζ Piscium                             | - Pareja astrológica: Budha (Mercurio) - Símbolo: Pez o una pareja de peces, tambor - Nombre rigvédico: Pushán, nutridor, deidad protectora - Zodiaco indio: 16°40' - 30° Meena - Zodiaco occidental: 12°40' - 26° Aries                                                                            |        |

## Padas (cuartos)
Cada uno de los 27 nakshatras cubre 13° 20' de la eclíptica cada uno. Cada nakshatra también se divide en cuartos o padas de 3° 20', y la tabla que figura a continuación enumera el sonido de inicio apropiado para nombrar al niño. Los 27 nakshatras, cada uno con 4 padas, dan 108, que es el número de cuentas en un japa mala, indicando todos los elementos (ansh) de Vishnu:
| N.º | Nombre                                | Pada 1   | Pada 2   | Pada 3    | Pada 4    | Señor Vimsottari | Deidad Reglada  |
| --- | ------------------------------------- | -------- | -------- | --------- | --------- | ---------------- | --------------- |
| 1   | Aśvini (अश्विनि)                         | चु Chu    | चे Che    | चो Cho     | ला La      | Ketu             | Aswini Kumara   |
| 2   | Bharaṇī (भरणी)                         | ली Li     | लू Lu     | ले Le      | लो Lo      | Venus            | Yama            |
| 3   | Kṛttikā (कृत्तिका)                        | अ A      | ई I      | उ U       | ए E       | Sol              | Agni            |
| 4   | Rohiṇī (रोहिणी)                          | ओ O      | वा Va/Ba  | वी Vi/Bi   | वु Vu/Bu   | Luna             | Brahma          |
| 5   | Mṛgaśīrṣā(म्रृगशीर्षा)                     | वे Ve/Be  | वो Vo/Bo  | का Ka      | की Ke      | Marte            | Luna            |
| 6   | Ārdrā (आर्द्रा)                          | कु Ku     | घ Gha    | ङ Ng/Na   | छ Chha    | Rahu             | Shiva           |
| 7   | Punarvasu (पुनर्वसु)                     | के Ke     | को Ko     | हा Ha      | ही Hi      | Júpiter          | Aditi           |
| 8   | Puṣya (पुष्य)                           | हु Hu     | हे He     | हो Ho      | ड Da      | Saturno          | Júpiter         |
| 9   | Āśleṣā (आश्लेषा)                         | डी Di     | डू Du     | डे De      | डो Do      | Mercurio         | Rahu            |
| 10  | Maghā (मघा)                            | मा Ma     | मी Mi     | मू Mu      | मे Me      | Ketu             | Pitr            |
| 11  | Pūrva or Pūrva Phālgunī (पूर्व फाल्गुनी)    | नो Mo     | टा Ta     | टी Ti      | टू Tu      | Venus            | Bhaga           |
| 12  | Uttara or Uttara Phālgunī (उत्तर फाल्गुनी) | टे Te     | टो To     | पा Pa      | पी Pi      | Sol              | Sol             |
| 13  | Hasta (हस्त)                           | पू Pu     | ष Sha    | ण Na      | ठ Tha     | Luna             | Savitr          |
| 14  | Chitrā (चित्रा)                          | पे Pe     | पो Po     | रा Ra      | री Ri      | Marte            | Vishwakarma     |
| 15  | Svāti (स्वाति)                           | रू Ru     | रे Re     | रो Ro      | ता Ta      | Rahu             | Vaayu           |
| 16  | Viśākhā (विशाखा)                         | ती Ti     | तू Tu     | ते Te      | तो To      | Júpiter          | IndraAgni       |
| 17  | Anurādhā (अनुराधा)                       | ना Na     | नी Ni     | नू Nu      | ने Ne      | Saturno          | Mitra           |
| 18  | Jyeṣṭhā (ज्येष्ठा)                        | नो No     | या Ya     | यी Yi      | यू Yu      | Mercurio         | Indra           |
| 19  | Mūla (मूल)                             | ये Ye     | यो Yo     | भा Bha     | भी Bhi     | Ketu             | Varuna, Nirriti |
| 20  | Pūrva Aṣāḍhā (पूर्वाषाढ़ा)                  | भू Bhu    | धा Dha    | फा Bha/Pha | ढा Dha     | Venus            | Viswadeva       |
| 21  | Uttara Aṣāḍhā (उत्तराषाढ़ा)                | भे Bhe    | भो Bho    | जा Ja      | जी Ji      | Sol              | Brahma          |
| 22  | Śrāvaṇa (श्रावण)                        | खी Ju/Khi | खू Je/Khu | खे Jo/Khe  | खो Gha/Kho | Luna             | Vishnu          |
| 23  | Śrāviṣṭhā (श्रविष्ठा) or Dhaniṣṭhā (धनिष्ठा) | गा Ga     | गी Gi     | गु Gu      | गे Ge      | Marte            | Vasu            |
| 24  | Śatabhiṣā (शतभिषा)or Śatataraka         | गो Go     | सा Sa     | सी Si      | सू Su      | Rahu             | Varuna          |
| 25  | Pūrva Bhādrapadā (पूर्वभाद्रपदा)           | से Se     | सो So     | दा Da      | दी Di      | Júpiter          | AjaEkPada       |
| 26  | Uttara Bhādrapadā (उत्तरभाद्रपदा)         | दू Du     | थ Tha    | झ Jha     | ञ Da/Tra  | Saturno          | Ahirbudhanya    |
| 27  | Revati (रेवती)                          | दे De     | दो Do     | च Cha     | ची Chi     | Mercurio         | Pooshan         |